# Marsanes
Marsanes – gnostycki utwór z Nag Hammadi (NHC X) o cechach apokaliptycznych. Przetrwał w bardzo złym stanie. Prawdopodobnie należy do pism setiańskich.